# Universidad Tecnológica de La Habana José Antonio Echeverría
La hoy Universidad Tecnológica de La Habana José Antonio Echeverría, en sus inicios la Ciudad Universitaria José Antonio Echeverría (CUJAE), cuyas antiguas siglas son empleadas todavía por su reconocimiento popular. Con el triunfo de la Revolución cubana el 1 de enero de 1959, se inició en Cuba una etapa de transformaciones revolucionarias en el ámbito nacional, y entre las primeras estuvieron las educacionales. Se crearon las condiciones para iniciar una verdadera reforma universitaria, sueños hasta entonces únicos de los grandes maestros cubanos: Félix Varela, José Martí, Julio Antonio Mella, Enrique José Varona y de todos los que por años habían luchado y hasta dado su vida por cimentar una universidad digna que recién se lograría con Fidel Castro. Está adscripta al Ministerio de Educación Superior de Cuba.
El 15 de febrero de 2017, la Junta de Acreditación Nacional le otorgó la categoría superior de excelencia, por sus resultados en la formación integral del alumnado, las investigaciones y su impacto en el municipio, la nación y el exterior.

## Antecedentes
La historia de la CUJAE tiene sus antecedentes en la antigua Escuela de Ingenieros, Electricistas y Arquitectos de la Universidad de La Habana, creada el 30 de junio de 1900, cuando fueron dictadas las órdenes militares para tal efecto. En un inicio comenzó en el antiguo convento de San Agustín, hoy Museo de Historia de la Medicina Carlos J. Finlay, para luego pasar a la Colina, adscripta a la Facultad de Ciencias y Letras de ese Centro Universitario, con las carreras de Ingeniería Civil e Ingeniería Eléctrica. 
Tres meses después, el 1 de octubre de 1900, se sumó la carrera de Arquitectura
Como resultado del movimiento de reformas iniciado en 1923, se da un vuelco significativo a los programas que no se revisaban desde hacía unos veinte años, lo que provocó cambios en los planes de estudios de las tres carreras antes mencionadas. En 1925 se convierte en Escuela de Ingenieros y Arquitectos, continuando dentro de la Facultad de Letras y Ciencias.
Al promulgarse la ley docente de 1937, se crearon en la Universidad de La Habana doce facultades; dentro de ellas aparece la Facultad de Ingeniería y Arquitectura con nuevos programas para Ingeniería Civil, Ingeniería Eléctrica y Arquitectura, los cuales se mantendrían vigentes con ligeras modificaciones hasta 1960.
En enero de 1943 esta facultad se divide en dos: la de Ingeniería, donde se continúa estudiando Ingeniería Civil e Ingeniería Eléctrica y la de Arquitectura, con la carrera del mismo nombre.
La incorporación de un amplio movimiento estudiantil al proceso insurreccional de entonces organizado para derrocar a la dictadura de Fulgencio Batista, provocó en 1956 el cierre de la universidad, la que no volvería a abrirse hasta después del triunfo revolucionario del 1 de enero de 1959.
El 18 de noviembre de 1961 se fundó la Facultad de Tecnología de la Universidad de La Habana, y el 10 de enero de 1962 se ratificó oficialmente por la Ley de Reforma Universitaria, integrándose nuevamente, con seis escuelas: Ingeniería Civil, Ingeniería Eléctrica, Ingeniería Industrial, Ingeniería Mecánica, Ingeniería Química y Arquitectura. Después aparecerían: Ingeniería Minera, Ingeniería Geofísica, Ingeniería Hidráulica, Ingeniería Azucarera y las carreras de nivel técnico medio: Hidrotecnia y Topografía.

## Construcción
En septiembre de 1960, el comandante en jefe Fidel Castro anunciaba el propósito de construir una ciudad universitaria; nombrarla José Antonio Echeverría. Existían tres posibles lugares para su realización, y por consenso fue escogido el aledaño al Central Toledo, hoy Central Manuel Martínez Prieto, en el actual municipio de Marianao.
El 13 de marzo de 1961, en conmemoración del cuarto aniversario del asalto al Palacio Presidencial y la toma de Radio Reloj, se inauguraron oficialmente las obras constructivas. En el año de 1962 los trabajos constructivos habían adelantado considerablemente pero seguía la apremiante necesidad de capital para subvencionar la culminación del proyecto. Con este fin el ingeniero Altshuler preparó un informe de Petición de Asistencia Técnica al Fondo Especial de las Naciones Unidas, solicitud que tropezó con la oposición del representante de los Estados Unidos, pero como no había razones fuertes para rechazarla, entonces buscaron el modo de obstaculizarla posponiendo siempre su tratamiento en las Asambleas de dicha Organización.
La presión hecha por la sede diplomática cubana, hizo que en abril de 1965, se organizara una misión compuesta por los señores Didier Manheimer, Ingeniero Consultor, Director de la Societé Internacionale de Formation, de Francia y Audun Ofjord, Director de Bergen Materials Test and Research Laboratory. La visita comprobó que el informe enviado se había cumplido, y que la Facultad era una realidad concreta, pues se había desarrollado el personal docente, el alumnado y estaba construida en gran parte la instalación. El proyecto fue aprobado en octubre de ese mismo año, concediendo la cifra de $ 2 007 600,00 USD.
Finalmente el 2 de diciembre de 1964, Fidel Castro inaugura en esta Capital, la Ciudad Universitaria José Antonio Echeverría, (CUJAE), ocupando sus instalaciones la Facultad de Tecnología de la Universidad de La Habana y los cursos de nivelación, destinados a capacitar debidamente a los graduados de bachillerato, que aspiraban a estudiar carreras de ingenierías.

## Cambios estructurales
El 29 de julio de 1976, se funda el Instituto Superior Politécnico José Antonio Echeverría, por decisión del recién creado Ministerio de Educación Superior (MES), que promovió de inmediato una red nacional de Centros de Educación Superior (CES), como consecuencia del crecimiento de matrícula en las pocas universidades existentes y por justificada necesidad de perfeccionamiento del Sistema Nacional a ese nivel.
Es así que la Facultad de Tecnología se separa definitivamente de la Universidad de La Habana, convirtiéndose en Instituto Superior Politécnico José Antonio Echeverría CUJAE, quedando definido por Ley como el Centro encargado de la formación de especialistas en el campo de las ciencias técnicas y se le confirió la responsabilidad de ser Centro Rector de la Arquitectura y las ingenierías (Ciencias Técnicas) que se impartan en ella, excepto las relacionadas con la Ingeniería Minera e Ingeniería Agrónoma que ya no se estudian en la CUJAE y que trasfirieron las rectorías de las mismas al Instituto Superior Minero Metalúrgico de Moa y a la Universidad Agraria de La Habana.
Con estructura independiente, esta universidad comienza sus actividades docentes en el curso académico 1976-1977 y con ella también abriría una nueva facultad, la Azucarera, cuyos antecedentes están imbricados en la Filial creada en 1972 en el Central "Camilo Cienfuegos".
El 30 de junio de 2016, es tomado el acuerdo No.7943 del Comité Ejecutivo del Consejo de Ministros en la que se da por concluida la integración de las universidades en Cuba, donde se adopta en el acuerdo sexto la aprobación del cambio de nombre de Instituto Superior Politécnico "José Antonio Echeverría" (ISPJAE), a Universidad Tecnológica de La Habana "José Antonio Echeverría", con las siglas CUJAE, dando carácter tanto nacional como internacional de Universidad.

## Estrategias de trabajo actuales

### Misión
La Universidad Tecnológica de La Habana "José Antonio Echeverría" CUJAE es una universidad heredera de la tradición de más de un siglo en la enseñanza de ingeniería y arquitectura en Cuba, con un colectivo de trabajadores y estudiantes, cuya misión es contribuir al desarrollo sostenible de la sociedad cubana mediante la formación integral, continua y eficiente de profesionales de excelencia comprometidos con su Patria Socialista, la actividad científico técnica y la extensión universitaria, con liderazgo nacional y prestigio internacional en el campo de las ciencias técnicas.

### Visión
La Universidad Tecnológica de La Habana "José Antonio Echeverría" CUJAE deberá convertirse en:
- Un baluarte de la Revolución que participa de forma relevante en el desarrollo de la sociedad socialista cubana, con profesores y graduados, integrales y de excelencia, dentro de una comunidad universitaria comprometida.
- Un centro que fortalece su papel rector en las ciencias técnicas, con excelencia en el desarrollo integrado de los procesos de gestión de la universidad y una destacada contribución al desarrollo económico, sociocultural y ambiental.
- Un modelo de universidad científica, tecnológica, culta y humanista, de excelencia en el ámbito latinoamericano con reconocimiento internacional por sus programas de formación pertinentes y efectivos y por el impacto de sus resultados científico técnicos para el desarrollo de la sociedad cubana.

## Instalaciones
La CUJAE está integrada por más de cuarenta edificios y abarca un área de 398 000 metros cuadrados donde están comprendidos aulas, laboratorios, salas para conferencias, centros de investigaciones, bibliotecas, talleres, almacenes, dormitorios, comedores, cafeterías, oficinas administrativas, oficinas docentes, teatros, gimnasios deportivos, campos deportivos, dispensario médico, casa de recreación estudiantil, oficina de correos, departamento de ediciones, imprenta, y todo tipo de instalaciones que coadyuvan a una correcta preparación de los educandos.
La CUJAE cuenta con 9 Facultades donde se estudian trece carreras y cuenta con 12 centros de investigaciones, asociados casi en su totalidad a las facultades. Los mismos constituyen el núcleo por excelencia del trabajo científico, donde se agrupan los colectivos de resultados más relevantes y de mayor importancia.
Las facultades son:
- Facultad de Arquitectura
- Facultad de Ingeniería en Automática y Biomédica
- Facultad de Ingeniería Civil
- Facultad de Ingeniería Eléctrica
- Facultad de Ingeniería Industrial
- Facultad de Ingeniería Informática
- Facultad de Ingeniería Mecánica
- Facultad de Ingeniería Química
- Facultad de Ingeniería en Telecomunicaciones y Electrónica

Las Carreras son:
- Arquitectura
- Ingeniería Automática
- Ingeniería Biomédica
- Ingeniería Civil
- Ingeniería Eléctrica
- Ingeniería Geofísica
- Ingeniería Hidráulica
- Ingeniería Industrial
- Ingeniería Informática
- Ingeniería Mecánica
- Ingeniería en Metalurgia y Materiales
- Ingeniería Química
- Ingeniería en Telecomunicaciones y Electrónica

Los Centros son:
- CIH, Centro de Investigaciones Hidráulicas (1969).
- CIME, Centro de Investigaciones de Microelectrónica (1969).
- CETDIR, Centro de Estudios de Técnicas de Dirección (1987).
- CIPEL, Centro de Investigaciones y Pruebas Electro-Energéticas (1988).
- CECAT, Centro de Construcción y Arquitectura Tropical (1989).
- CETER, Centro de Estudios de Tecnologías Energéticas Renovables (1992).
- CIPRO, Centro de Estudios de Ingeniería de Procesos (1994).
- CEIM, Centro de Estudios de Innovación y Mantenimiento (1995).
- CREA, Centro de Referencia para la Educación de Avanzada (1998).
- CEBIO Centro de Estudios de Biomédica (2000).
- CITI, Complejo de Investigaciones Tecnológicas Integradas (2000).
- CEMAT, Centro de Estudios Matemáticos para las Ciencias Técnicas (2000).

A lo largo de su historia, la Cujae ha graduado más de cincuenta mil profesionales, de los cuales dos mil han sido estudiantes extranjeros, provenientes fundamentalmente, de países de Latinoamérica, África y Asia. El Instituto también ha desarrollado más de noventa proyectos internacionales y mantiene lazos de amistad e intercambio académico con más de doscientas universidades del mundo.

## Símbolos
La letra y música del himno universitario de la Cujae, Alma Cujae, fue compuesta en este 2014 por Israel Rojas Fiel, líder del Dúo Buena Fe, como regalo al Instituto en su Aniversario 50. El himno, que fue escuchado por primera vez en el acto de inicio del curso 2014-2015, exalta los valores y el orgullo de los cujaeños de pertenecer a esta Casa de Altos Estudios.

Antigua Bandera de la Cujae

### Alma Cujae
Guiando el trayecto que traza el martillo

Haciendo fecundo lo que fue brutal

Hasta que lo abstracto parezca sencillo

Exacto y conexo, febril, tangencial.

A nuevos saberes sobre hombros de gigantes

Calzando el empeño, echemos a andar

Teoremas, proyectos y por lección más grande: 

Nunca es suficiente siempre hay que encontrar

Nunca es suficiente siempre hay que buscar.

Ensancha familia el corazón que siente

Que anuda en efectos de eterna amistad

Por el compromiso levanto la frente

Mi luz con la patria por la humanidad

Mi luz con la patria por la humanidad

Como hace la brisa del paso de los vientos

Que pasa y nos lleva, regresa y nos trae

Por generaciones navegando el tiempo

Corazón del pueblo el alma Cujae

Orgullosamente el alma Cujae

Corazón del pueblo el alma Cujae

## Rectores
A continuación, la lista de decanos y rectores que ha tenido la Facultad de Tecnología y posteriormente el Instituto Superior Politécnico desde su fecha de fundación:

### Decanos de la Facultad de Tecnología (1961-1976)
- Ing. Diosdado Pérez Franco (1961-1965)
- Ing. Miguel Llaneras Rodríguez (1965-1966)
- Arq. Eduardo Granados Navarro (1966-1967)
- Arq. Gonzalo de Quesada Mesa (1967-1971)
- Ing. José Arañaburo García (1971-1973)
- Ing. José Lavandero García (1973-1976)
- Ing. Orlando Olivera Martín (1976)

### Rectores de la Cujae (1976-2021)
- Dr. Ing. Orlando Olivera Martín (1976-1979)
- Dr. Ing. Rodolfo Alarcón Ortiz (1979-1987)
- Dr. Ing. Antonio Romillo Tarke (1987-1998)
- Dr. Ing. Arturo Bada González (1998-2004)
- Dr. Ing. Gustavo Cobreiro Suárez (2004-2009)
- Dra. Ing. Alicia Alonso Becerra (2009-2019)
- Dr. Ing. Modesto Ricardo Gómez Crespo (2019-2023)
- Dra. Ing. Martha Delgado Dapena (2023)

## Doctores Honoris Causa
- Fidel Castro Ruz
- Eusebio Leal Spengler
- Diosdado Pérez Franco
- Fernando Carlos Vecino Alegret
- Mario Coyula Cowley
- José Bienvenido Martínez Rodríguez
- Roberto Segré Pando
- Vitervo O´Reilly Díaz
- José Altshuler Gutber
- Jorge Acevedo Catá
- Sixto Antonio Ruiz de Alejo
- Hugo Rafael Wainshtok Rivas
- Raúl González Romero
- Francisco Medinas Torri
- Luis Blanca Fernández
- Leonardo Ruiz Alejo
- José Lavandero García
- Norberto Marrero de León
- Gilda Vega Cruz
- Lourdes Zumalacárregui de Cárdenas
- Ruben Bancrofft Hernández
- Rafael Antonio Pardo Gómez
- Alcides Juan León Méndez
- Manuel Valencia Barrero
- Ángel Barriga Barros
- Santiago Sánchez Solano

## Publicaciones
Cuenta actualmente con diez revistas científicas digitales, orientadas a temas relacionados con la ingeniería, la arquitectura y la pedagogía:
1. Revista Cubana de Ingeniería
2. Revista Arquitectura y Urbanismo
3. Revista Ingeniería Hidráulica y Ambiental
4. Revista Ingeniería Mecánica
5. Revista Ingeniería Electrónica, Automática y Comunicaciones
6. Revista Ingeniería Energética
7. Revista Ingeniería Industrial
8. Revista Referencia Pedagógica
9. Revista Telemática
10. Revista Ciencia y Construcción
11. Revista Estudiantil Nacional de Ingeniería y Arquitectura

## Proyecto CUJAE
La CUJAE se encuentra en un proceso constructivo, que desde 2017 y hasta 2021 tiene como objetivo la renovación del centro. El objetivo es contar con la más alta tecnología en cada uno de sus espacios: aulas, laboratorios, bibliotecas, teatros, entre otros.
El Proyecto CUJAE tiene sus antecedentes en el acto por el 50 aniversario de la institución presidido por Raúl Castro, presidente de los Consejos de Estados y de Ministros, quien dio la orientación de "poner la escuela a la altura de los tiempos actuales". Al ser una universidad de las ciencias técnicas y que prepara estudiantes en arquitectura e ingenierías que son capaces de realizar proyectos para la producción, se decidió que los mismos pudieran realizar los proyectos en la escuela, pero basados en el mejoramiento de la misma.

## Red
Tiene una de las más extensas intranets de todo el país con una red soportada por un sinnúmero de servidores extendidos a todo lo largo de la institución y administrados por estudiantes y profesores. En esta red se puede encontrar material de todo tipo que soporta exitosamente la educación carente de libros físicos pero extensa en libros y artículos virtuales.
Internet por otro lado está restringida por un servidor proxy (Squid de linux) que permite el acceso controlado para los usuarios de la misma (profesores y estudiantes de la CUJAE). Recientemente ha aumentado su velocidad y tipos de acceso, permitiendo en la actualidad acceso telefónico remoto y mayor tráfico de información.